# 재즈 피아노

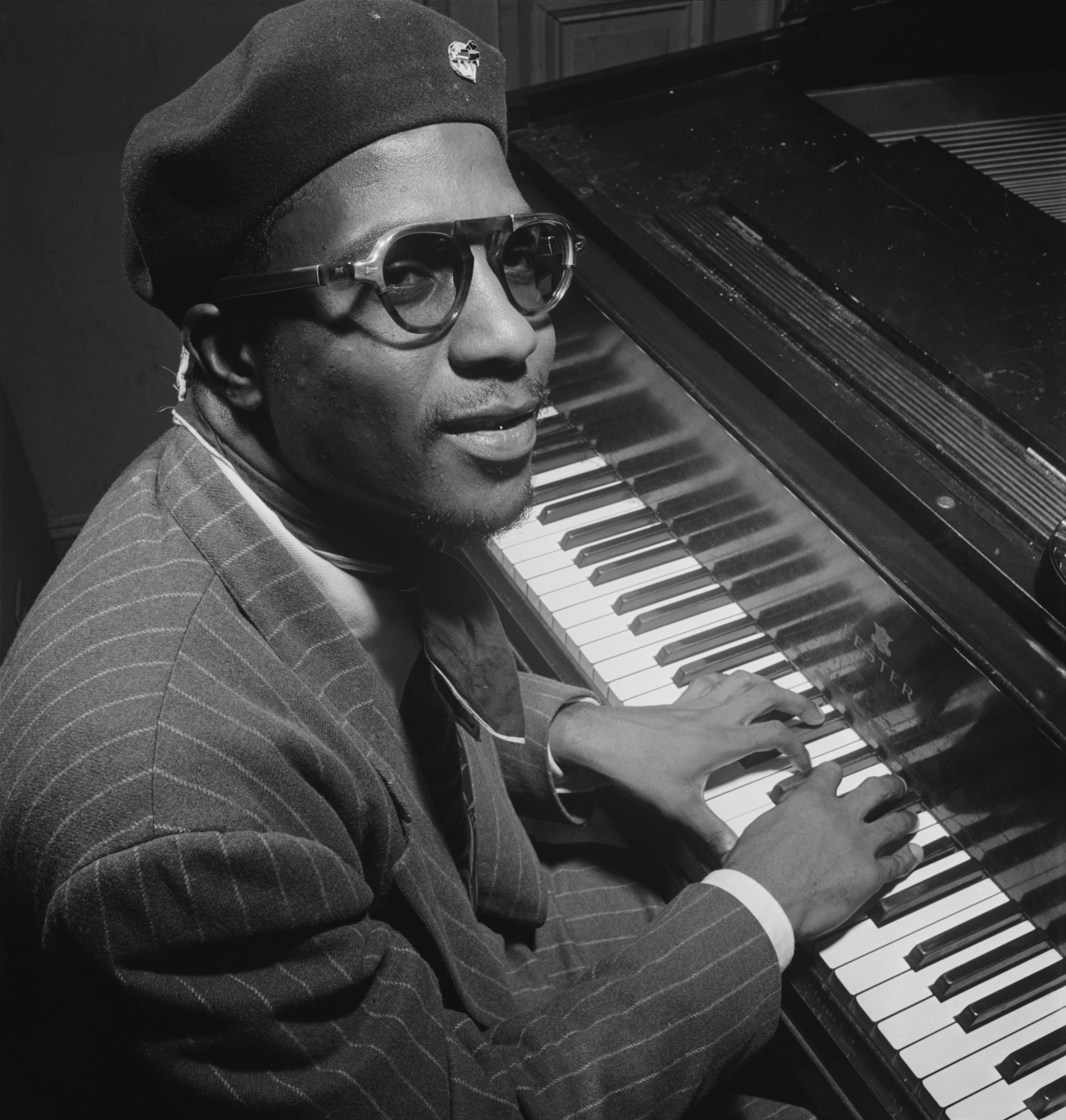
재즈 피아니스트 셀로니어스 몽크. 1947년

재즈 피아노(Jazz piano)는 피아니스트들이 재즈를 연주할 때 사용하는 기술을 총칭하는 용어이다. 피아노는 솔로와 앙상블 환경에서 창시된 이래 재즈 관용구의 필수적인 부분이다. 그것의 역할은 주로 악기의 멜로디와 조화로운 능력으로 인해 다면적이다. 이러한 이유로 재즈 피아노는 재즈 음악가들과 작곡가들이 그들의 주요 악기에 관계없이 재즈 이론과 세트 배열을 가르치고 배우는 데 중요한 도구이다.
기타, 비브라폰, 다른 키보드 악기와 함께, 피아노는 색소폰이나 트럼펫처럼 단음만 연주하는 것이 아니라 단음이나 화음을 모두 연주할 수 있는 재즈 콤보의 악기 중 하나이다.

## 시작
"스트라이드" 또는 "할렘 스트라이드"로 알려진 새로운 스타일은 1920년대 동안 주로 뉴욕에서 나타났다. 제임스 P. 존슨은 뛰어난 신봉자였다. 왼손은 리듬을 세우기 위해 사용되었고 오른손은 즉흥적인 멜로디를 연주했다.